# Carato
Il termine carato è principalmente utilizzato in oreficeria e metallurgia con un duplice significato, quale unità di misura della massa di materiali preziosi, pari a 0,2 grammi, oppure come indicatore di purezza delle leghe auree.

## Etimologia

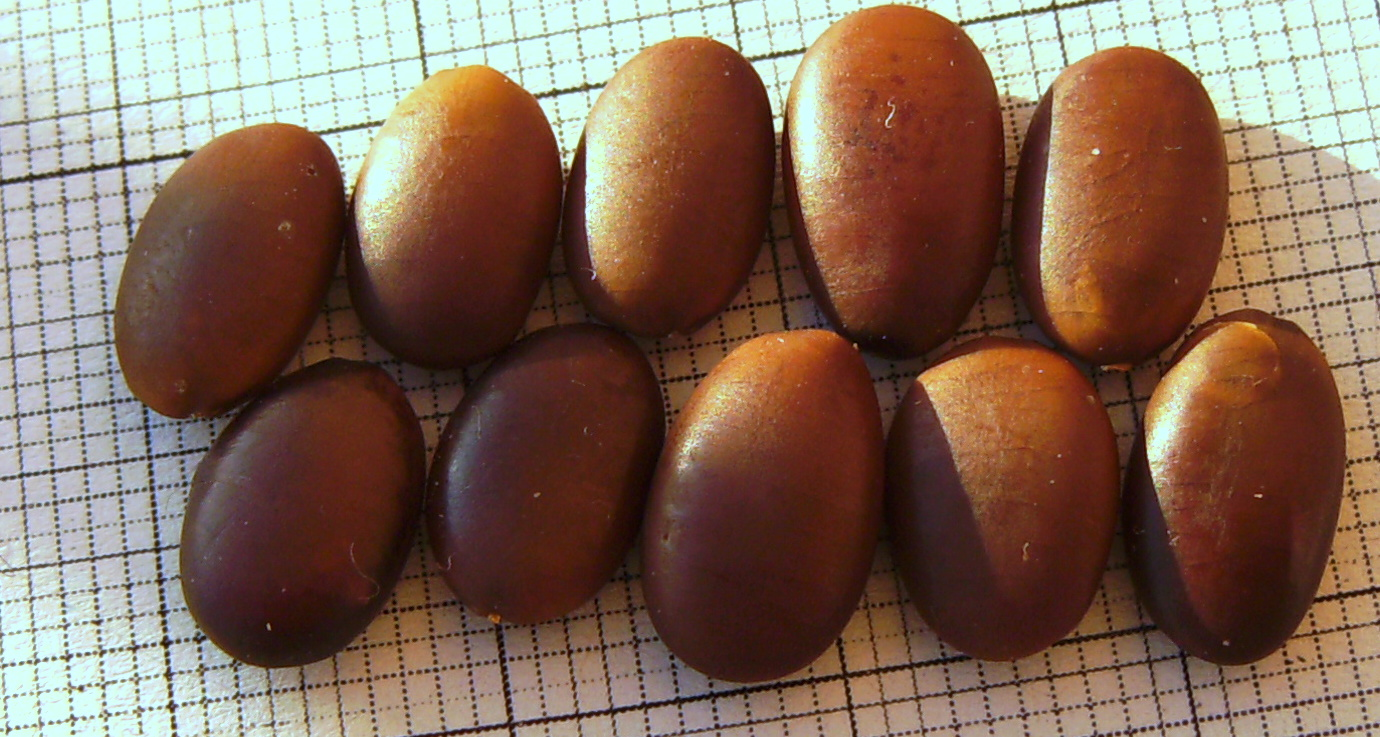
I semi del carrubo

La parola deriva dall'arabo قيراط, qīrāṭ, "ventiquattresima parte", a sua volta derivante dal greco κεράτιον, kerátion (diminutivo di κέρας, keras: "corno"), ovvero "siliqua di carrubo", i cui semi erano ritenuti avere una massa eccezionalmente costante.
Che i semi del carrubo abbiano tutti una massa identica tra loro è una credenza del passato, ormai sfatata: uno studio dell'Università di Zurigo ha constatato che la massa di tali semi varia, al pari di quello di tutti gli altri semi; gli scienziati suppongono che la massa del seme del carrubo sia stata presa come elemento di comparazione per il fatto che è relativamente facile constatarne la differenza dimensionale a occhio nudo. Sono state fatte delle prove con delle persone che hanno stimato le dimensioni di vari semi, confrontandoli con un seme campione, con il risultato che il massimo errore di valutazione rientrava nel 5%. La variazione della massa di semi di carrubo presi alla rinfusa arriva al 25%.

## Misura di massa
Già dall'antichità e fino al Medioevo il carato è stato utilizzato per la pesatura di quantità molto piccole e tuttora rimane l'unità di misura ponderale dei diamanti, delle pietre preziose in genere e dell'oro.
Il carato fu rapportato e definito con precisione solo nel 1832 in Sudafrica, il luogo di maggior produzione ed esportazione di diamanti del mondo, dove ne fu stabilita la connessione con il sistema metrico decimale: pesando con una bilancia a bracci uguali più semi di carrubo ed eseguendo poi la media aritmetica dei valori ottenuti ne derivò un valore pari a circa 0,2 grammi. Successivamente la quarta Conférence générale des poids et mesures del 1907 adottò come valore del carato (detto carato metrico) una unità di massa di 0,2 grammi.

## Misura di purezza
Per quanto riguarda le leghe d'oro il termine carato assume un'accezione differente dall'unità di misura ponderale propria delle gemme e delle perle, mutandosi nello standard proporzionale di misura della "purezza" che quantifica le parti d'oro in una lega su base 24⁄24. Nel caso delle leghe d'oro dunque un "carato" equivale a una parte d'oro su un totale di 24 parti di metallo costituente la lega. Ne deriva, ad esempio, che la dicitura 18 carati sta a indicare che la lega è costituita da 18 parti d'oro fino e 6 parti di altri metalli e viene abbreviato con le sigle ct o kt o prevalentemente con la sola k spesso affiancata al numero senza alcuno spazio intermedio, ad esempio 18k. L'oro di massima purezza è dunque a 24 carati (24 parti d'oro "fino" su 24 totali) e si indica con la sigla 24k. Per quanto riguarda la massa, espressa in grammi, è utile la seguente proporzione:
- 24 carati (24 kt) corrispondono a 999,9 grammi di oro su 1 000 grammi di lega complessiva.
- 22 kt (916,667⁄1 000)
- 20 kt (833,333⁄1 000)
- 18 kt (750,000⁄1 000)
- 14 kt (583,333⁄1 000)
- 9 kt (375,000⁄1 000)
- 1 kt (41,667⁄1 000)

Per indicare la percentuale di oro, o di altro metallo prezioso, presente nella lega in cui viene coniata una moneta si usa anche il termine titolo.